# 18e étape du Tour d'Italie 2025
Pour un article plus général, voir Tour d'Italie 2025.
La 18e étape du Tour d'Italie 2025 se déroule le jeudi 29 mai 2025 entre Morbegno et Cesano Maderno, en Lombardie, sur une distance de 144 km.

## Parcours
Cette courte étape lombarde se dirige globalement vers le sud. Elle est accidentée lors de sa première moitié (un col de 2e catégorie suivi par deux cols de 3e catégorie) puis relativement plate jusqu'à l'arrivée à Cesano Maderno.

## Déroulement de la course
Après moins de 30 kilomètres de course, deux groupes se rejoignent pour former l'échappée du jour forte de 34 coureurs alors qu'on apprend l'abandon de Juan Ayuso. Ce groupe d'échappés augmente son avance sur le peloton pour compter plus de dix minutes à une quarantaine de kilomètres de l'arrivée. En tête, après plusieurs vaines tentatives, un groupe de sept hommes prend les devants à 33 kilomètres du terme, rejoints cinq kilomètres plus loin par quatre autres coureurs. Ce groupe de onze unités creuse rapidement un écart sur les vingt-trois anciens compagnons d'échappée parmi lesquels se trouvent Wout van Aert, Kaden Groves et le maillot cyclamen Mads Pedersen. À 18 kilomètres de l'arrivée, l'Allemand Nico Denz (Red Bull-Bora-Hansgrohe), présent dans le premier groupe, attaque et s'isole en tête. Il n'est plus rejoint et gagne l'étape avec une minute d'avance sur ses premiers poursuivants. Le peloton maillot rose comprenant le top 20 du classement général franchit la ligne d'arrivée 13 min 51 sec après le vainqueur.

## Résultats

### Classement de l'étape
| \| Classement de l'étape \| Classement de l'étape \| Classement de l'étape \| Classement de l'étape \| Classement de l'étape \| \| Coureur \| Coureur \| Pays \| Équipe \| Temps \| \| --------------------- \| --------------------- \| --------------------- \| ----------------------------- \| --------------------- \| \| 1er \| Nico Denz \| Allemagne \| Red Bull-Bora-Hansgrohe \| 3 h 12 min 07 s \| \| 2e \| Mirco Maestri \| Italie \| Team Polti VisitMalta \| + 1 min 01 s \| \| 3e \| Edward Planckaert \| Belgique \| Alpecin-Deceuninck \| + 1 min 01 s \| \| 4e \| Filippo Magli \| Italie \| VF Group-Bardiani CSF-Faizanè \| + 1 min 01 s \| \| 5e \| Alexander Edmondson \| Australie \| Team Picnic-PostNL \| + 1 min 01 s \| \| 6e \| Dries De Bondt \| Belgique \| Decathlon-AG2R La Mondiale \| + 1 min 01 s \| \| 7e \| Daan Hoole \| Pays-Bas \| Lidl-Trek \| + 1 min 01 s \| \| 8e \| Davide De Pretto \| Italie \| Team Jayco AlUla \| + 1 min 01 s \| \| 9e \| Nicola Conci \| Italie \| XDS Astana Team \| + 1 min 01 s \| \| 10e \| Lawrence Warbasse \| États-Unis \| Tudor Pro Cycling Team \| + 1 min 01 s \| |                     |            |                               |                 |
| |                     |            |                               |                 |
| Source : ProCyclingStats |                     |            |                               |                 |
| Classement de l'étape |                     |            |                               |                 |
| Coureur | Coureur             | Pays       | Équipe                        | Temps           |
| 1er | Nico Denz           | Allemagne  | Red Bull-Bora-Hansgrohe       | 3 h 12 min 07 s |
| 2e | Mirco Maestri       | Italie     | Team Polti VisitMalta         | + 1 min 01 s    |
| 3e | Edward Planckaert   | Belgique   | Alpecin-Deceuninck            | + 1 min 01 s    |
| 4e | Filippo Magli       | Italie     | VF Group-Bardiani CSF-Faizanè | + 1 min 01 s    |
| 5e | Alexander Edmondson | Australie  | Team Picnic-PostNL            | + 1 min 01 s    |
| 6e | Dries De Bondt      | Belgique   | Decathlon-AG2R La Mondiale    | + 1 min 01 s    |
| 7e | Daan Hoole          | Pays-Bas   | Lidl-Trek                     | + 1 min 01 s    |
| 8e | Davide De Pretto    | Italie     | Team Jayco AlUla              | + 1 min 01 s    |
| 9e | Nicola Conci        | Italie     | XDS Astana Team               | + 1 min 01 s    |
| 10e | Lawrence Warbasse   | États-Unis | Tudor Pro Cycling Team        | + 1 min 01 s    |

### Points attribués pour le classement par points
| Sprint intermédiaire Primaluna (km 45,4) | Sprint intermédiaire Primaluna (km 45,4) | Sprint intermédiaire Primaluna (km 45,4) | Sprint intermédiaire Primaluna (km 45,4) | Sprint intermédiaire Primaluna (km 45,4) |
| ---------------------------------------- | ---------------------------------------- | ---------------------------------------- | ---------------------------------------- | ---------------------------------------- |
|                                          | Coureur                                  | Pays                                     | Équipe                                   | Point(s)                                 |
| 1er                                      | Mads Pedersen                            | Danemark                                 | Lidl - Trek                              | 12                                       |
| 2e                                       | Dries De Bondt                           | Belgique                                 | Decathlon AG2R La Mondiale Team          | 8                                        |
| 3e                                       | Wout van Aert                            | Belgique                                 | Team Visma \| Lease a Bike               | 5                                        |
| 4e                                       | Mathias Vacek                            | République tchèque                       | Lidl - Trek                              | 3                                        |
| 5e                                       | Manuele Tarozzi                          | Italie                                   | VF Group - Bardiani CSF - Faizanè        | 1                                        |
| modifier                                 |                                          |                                          |                                          |                                          |

| Sprint intermédiaire Galbiate (km 72,1) | Sprint intermédiaire Galbiate (km 72,1) | Sprint intermédiaire Galbiate (km 72,1) | Sprint intermédiaire Galbiate (km 72,1) | Sprint intermédiaire Galbiate (km 72,1) |
| --------------------------------------- | --------------------------------------- | --------------------------------------- | --------------------------------------- | --------------------------------------- |
|                                         | Coureur                                 | Pays                                    | Équipe                                  | Point(s)                                |
| 1er                                     | Mads Pedersen                           | Danemark                                | Lidl - Trek                             | 12                                      |
| 2e                                      | Dries De Bondt                          | Belgique                                | Decathlon AG2R La Mondiale Team         | 8                                       |
| 3e                                      | Davide De Pretto                        | Italie                                  | Team Jayco AlUla                        | 5                                       |
| 4e                                      | Wout van Aert                           | Belgique                                | Team Visma \| Lease a Bike              | 3                                       |
| 5e                                      | Mathias Vacek                           | République tchèque                      | Lidl - Trek                             | 1                                       |
| modifier                                |                                         |                                         |                                         |                                         |

| \| Arrivée d'étape Cesano Maderno (km 144) \| Arrivée d'étape Cesano Maderno (km 144) \| Arrivée d'étape Cesano Maderno (km 144) \| Arrivée d'étape Cesano Maderno (km 144) \| Arrivée d'étape Cesano Maderno (km 144) \| \| --------------------------------------- \| --------------------------------------- \| --------------------------------------- \| --------------------------------------- \| --------------------------------------- \| \| \| Coureur \| Pays \| Équipe \| Point(s) \| \| 1er \| Nico Denz \| Allemagne \| Red Bull - BORA - hansgrohe \| 50 \| \| 2e \| Mirco Maestri \| Italie \| Team Polti VisitMalta \| 35 \| \| 3e \| Edward Planckaert \| Belgique \| Alpecin - Deceuninck \| 25 \| \| 4e \| Filippo Magli \| Italie \| VF Group - Bardiani CSF - Faizanè \| 18 \| \| 5e \| Alexander Edmondson \| Australie \| Team Picnic PostNL \| 14 \| \| 6e \| Dries De Bondt \| Belgique \| Decathlon AG2R La Mondiale Team \| 12 \| \| 7e \| Daan Hoole \| Pays-Bas \| Lidl - Trek \| 10 \| \| 8e \| Davide De Pretto \| Italie \| Team Jayco AlUla \| 8 \| \| 9e \| Nicola Conci \| Italie \| XDS Astana Team \| 7 \| \| 10e \| Larry Warbasse \| États-Unis \| Tudor Pro Cycling Team \| 6 \| \| 11e \| Dylan van Baarle \| Pays-Bas \| Team Visma \\| Lease a Bike \| 5 \| \| 12e \| Rick Pluimers \| Pays-Bas \| Tudor Pro Cycling Team \| 4 \| \| 13e \| Francesco Busatto \| Italie \| Intermarché - Wanty \| 3 \| \| 14e \| Christian Scaroni \| Italie \| XDS Astana Team \| 2 \| \| 15e \| Wout van Aert \| Belgique \| Team Visma \\| Lease a Bike \| 1 \| \| modifier \| \| \| \| \| |                     |            |                                   |          |
| Arrivée d'étape Cesano Maderno (km 144) |                     |            |                                   |          |
| | Coureur             | Pays       | Équipe                            | Point(s) |
| 1er | Nico Denz           | Allemagne  | Red Bull - BORA - hansgrohe       | 50       |
| 2e | Mirco Maestri       | Italie     | Team Polti VisitMalta             | 35       |
| 3e | Edward Planckaert   | Belgique   | Alpecin - Deceuninck              | 25       |
| 4e | Filippo Magli       | Italie     | VF Group - Bardiani CSF - Faizanè | 18       |
| 5e | Alexander Edmondson | Australie  | Team Picnic PostNL                | 14       |
| 6e | Dries De Bondt      | Belgique   | Decathlon AG2R La Mondiale Team   | 12       |
| 7e | Daan Hoole          | Pays-Bas   | Lidl - Trek                       | 10       |
| 8e | Davide De Pretto    | Italie     | Team Jayco AlUla                  | 8        |
| 9e | Nicola Conci        | Italie     | XDS Astana Team                   | 7        |
| 10e | Larry Warbasse      | États-Unis | Tudor Pro Cycling Team            | 6        |
| 11e | Dylan van Baarle    | Pays-Bas   | Team Visma \| Lease a Bike        | 5        |
| 12e | Rick Pluimers       | Pays-Bas   | Tudor Pro Cycling Team            | 4        |
| 13e | Francesco Busatto   | Italie     | Intermarché - Wanty               | 3        |
| 14e | Christian Scaroni   | Italie     | XDS Astana Team                   | 2        |
| 15e | Wout van Aert       | Belgique   | Team Visma \| Lease a Bike        | 1        |
| modifier |                     |            |                                   |          |

### Points attribués pour le classement du meilleur grimpeur
| Parlasco (km 37,7) 2e catégorie (7,6 km à 5,8%) | Parlasco (km 37,7) 2e catégorie (7,6 km à 5,8%) | Parlasco (km 37,7) 2e catégorie (7,6 km à 5,8%) | Parlasco (km 37,7) 2e catégorie (7,6 km à 5,8%) | Parlasco (km 37,7) 2e catégorie (7,6 km à 5,8%) |
| ----------------------------------------------- | ----------------------------------------------- | ----------------------------------------------- | ----------------------------------------------- | ----------------------------------------------- |
|                                                 | Coureur                                         | Pays                                            | Équipe                                          | Point(s)                                        |
| 1er                                             | Christian Scaroni                               | Italie                                          | XDS Astana Team                                 | 18                                              |
| 2e                                              | Manuele Tarozzi                                 | Italie                                          | VF Group - Bardiani CSF - Faizanè               | 8                                               |
| 3e                                              | Davide De Pretto                                | Italie                                          | Team Jayco AlUla                                | 6                                               |
| 4e                                              | Edward Planckaert                               | Belgique                                        | Alpecin - Deceuninck                            | 4                                               |
| 5e                                              | Kaden Groves                                    | Australie                                       | Alpecin - Deceuninck                            | 2                                               |
| 6e                                              | Mattia Cattaneo                                 | Italie                                          | Soudal Quick-Step                               | 1                                               |
| modifier                                        |                                                 |                                                 |                                                 |                                                 |

| Colle Balisio (km 54,5) 3e catégorie (4,6 km à 3,3%) | Colle Balisio (km 54,5) 3e catégorie (4,6 km à 3,3%) | Colle Balisio (km 54,5) 3e catégorie (4,6 km à 3,3%) | Colle Balisio (km 54,5) 3e catégorie (4,6 km à 3,3%) | Colle Balisio (km 54,5) 3e catégorie (4,6 km à 3,3%) |
| ---------------------------------------------------- | ---------------------------------------------------- | ---------------------------------------------------- | ---------------------------------------------------- | ---------------------------------------------------- |
|                                                      | Coureur                                              | Pays                                                 | Équipe                                               | Point(s)                                             |
| 1er                                                  | Christian Scaroni                                    | Italie                                               | XDS Astana Team                                      | 9                                                    |
| 2e                                                   | Manuele Tarozzi                                      | Italie                                               | VF Group - Bardiani CSF - Faizanè                    | 4                                                    |
| 3e                                                   | Martin Marcellusi                                    | Italie                                               | VF Group - Bardiani CSF - Faizanè                    | 2                                                    |
| 4e                                                   | Daan Hoole                                           | Pays-Bas                                             | Lidl - Trek                                          | 1                                                    |
| modifier                                             |                                                      |                                                      |                                                      |                                                      |

| \| Ravellino (km 78) 3e catégorie (9 km à 4,4%) \| Ravellino (km 78) 3e catégorie (9 km à 4,4%) \| Ravellino (km 78) 3e catégorie (9 km à 4,4%) \| Ravellino (km 78) 3e catégorie (9 km à 4,4%) \| Ravellino (km 78) 3e catégorie (9 km à 4,4%) \| \| -------------------------------------------- \| -------------------------------------------- \| -------------------------------------------- \| -------------------------------------------- \| -------------------------------------------- \| \| \| Coureur \| Pays \| Équipe \| Point(s) \| \| 1er \| Christian Scaroni \| Italie \| XDS Astana Team \| 9 \| \| 2e \| Manuele Tarozzi \| Italie \| VF Group - Bardiani CSF - Faizanè \| 4 \| \| 3e \| Martin Marcellusi \| Italie \| VF Group - Bardiani CSF - Faizanè \| 2 \| \| 4e \| Rémy Rochas \| France \| Groupama - FDJ \| 1 \| \| modifier \| \| \| \| \| |                   |        |                                   |          |
| Ravellino (km 78) 3e catégorie (9 km à 4,4%) |                   |        |                                   |          |
| | Coureur           | Pays   | Équipe                            | Point(s) |
| 1er | Christian Scaroni | Italie | XDS Astana Team                   | 9        |
| 2e | Manuele Tarozzi   | Italie | VF Group - Bardiani CSF - Faizanè | 4        |
| 3e | Martin Marcellusi | Italie | VF Group - Bardiani CSF - Faizanè | 2        |
| 4e | Rémy Rochas       | France | Groupama - FDJ                    | 1        |
| modifier |                   |        |                                   |          |

### Points attribués pour le classement des sprints intermédiaires
| \| Red Bull KM Sprint Sirtori (km 87,1) \| Red Bull KM Sprint Sirtori (km 87,1) \| Red Bull KM Sprint Sirtori (km 87,1) \| Red Bull KM Sprint Sirtori (km 87,1) \| Red Bull KM Sprint Sirtori (km 87,1) \| \| ------------------------------------ \| ------------------------------------ \| ------------------------------------ \| ------------------------------------ \| ------------------------------------ \| \| \| Coureur \| Pays \| Équipe \| Point(s) \| \| 1er \| Manuele Tarozzi \| Italie \| VF Group - Bardiani CSF - Faizanè \| 15 \| \| 2e \| Martin Marcellusi \| Italie \| VF Group - Bardiani CSF - Faizanè \| 8 \| \| 3e \| Rémy Rochas \| France \| Groupama - FDJ \| 5 \| \| 4e \| Edward Planckaert \| Belgique \| Alpecin - Deceuninck \| 3 \| \| 5e \| Diego Ulissi \| Italie \| XDS Astana Team \| 1 \| \| modifier \| \| \| \| \| |                   |          |                                   |          |
| Red Bull KM Sprint Sirtori (km 87,1) |                   |          |                                   |          |
| | Coureur           | Pays     | Équipe                            | Point(s) |
| 1er | Manuele Tarozzi   | Italie   | VF Group - Bardiani CSF - Faizanè | 15       |
| 2e | Martin Marcellusi | Italie   | VF Group - Bardiani CSF - Faizanè | 8        |
| 3e | Rémy Rochas       | France   | Groupama - FDJ                    | 5        |
| 4e | Edward Planckaert | Belgique | Alpecin - Deceuninck              | 3        |
| 5e | Diego Ulissi      | Italie   | XDS Astana Team                   | 1        |
| modifier |                   |          |                                   |          |

### Bonifications
|   | Coureur           | Pays   | Équipe                            | Secondes |
| - | ----------------- | ------ | --------------------------------- | -------- |
| 1 | Manuele Tarozzi   | Italie | VF Group - Bardiani CSF - Faizanè | 6 s      |
| 2 | Martin Marcellusi | Italie | VF Group - Bardiani CSF - Faizanè | 4 s      |
| 3 | Rémy Rochas       | France | Groupama - FDJ                    | 2 s      |

|   | Coureur           | Pays      | Équipe                      | Secondes |
| - | ----------------- | --------- | --------------------------- | -------- |
| 1 | Nico Denz         | Allemagne | Red Bull - BORA - hansgrohe | 10 s     |
| 2 | Mirco Maestri     | Italie    | Team Polti VisitMalta       | 6 s      |
| 3 | Edward Planckaert | Belgique  | Alpecin - Deceuninck        | 4 s      |

## Classements à l'issue de l'étape

### Classement général
| \| Classement général \| Classement général \| Classement général \| Classement général \| Classement général \| \| Coureur \| Coureur \| Pays \| Équipe \| Temps \| \| ------------------ \| ------------------ \| ------------------ \| -------------------------- \| ------------------ \| \| 1er \| Isaac Del Toro \| Mexique \| UAE Team Emirates XRG \| 68 h 56 min 32 s \| \| 2e \| Richard Carapaz \| Équateur \| EF Education-EasyPost \| + 41 s \| \| 3e \| Simon Yates \| Royaume-Uni \| Team Visma \\| Lease a Bike \| + 51 s \| \| 4e \| Derek Gee \| Canada \| Israel-Premier Tech \| + 1 min 57 s \| \| 5e \| Damiano Caruso \| Italie \| Bahrain Victorious \| + 3 min 06 s \| \| 6e \| Egan Bernal \| Colombie \| Ineos Grenadiers \| + 4 min 43 s \| \| 7e \| Giulio Pellizzari \| Italie \| Red Bull-Bora-Hansgrohe \| + 5 min 02 s \| \| 8e \| Einer Rubio \| Colombie \| Movistar Team \| + 6 min 09 s \| \| 9e \| Adam Yates \| Royaume-Uni \| UAE Team Emirates XRG \| + 7 min 45 s \| \| 10e \| Michael Storer \| Australie \| Tudor Pro Cycling Team \| + 7 min 46 s \| |                   |             |                            |                  |
| |                   |             |                            |                  |
| Source : ProCyclingStats |                   |             |                            |                  |
| Classement général |                   |             |                            |                  |
| Coureur | Coureur           | Pays        | Équipe                     | Temps            |
| 1er | Isaac Del Toro    | Mexique     | UAE Team Emirates XRG      | 68 h 56 min 32 s |
| 2e | Richard Carapaz   | Équateur    | EF Education-EasyPost      | + 41 s           |
| 3e | Simon Yates       | Royaume-Uni | Team Visma \| Lease a Bike | + 51 s           |
| 4e | Derek Gee         | Canada      | Israel-Premier Tech        | + 1 min 57 s     |
| 5e | Damiano Caruso    | Italie      | Bahrain Victorious         | + 3 min 06 s     |
| 6e | Egan Bernal       | Colombie    | Ineos Grenadiers           | + 4 min 43 s     |
| 7e | Giulio Pellizzari | Italie      | Red Bull-Bora-Hansgrohe    | + 5 min 02 s     |
| 8e | Einer Rubio       | Colombie    | Movistar Team              | + 6 min 09 s     |
| 9e | Adam Yates        | Royaume-Uni | UAE Team Emirates XRG      | + 7 min 45 s     |
| 10e | Michael Storer    | Australie   | Tudor Pro Cycling Team     | + 7 min 46 s     |

### Classement par points
| Classement par points | Classement par points | Classement par points | Classement par points | Classement par points |
| Coureur               | Coureur               | Pays                  | Équipe                | Points                |
| --------------------- | --------------------- | --------------------- | --------------------- | --------------------- |

### Classement de la montagne
| Classement de la montagne | Classement de la montagne | Classement de la montagne | Classement de la montagne | Classement de la montagne |
| Coureur                   | Coureur                   | Pays                      | Équipe                    | Points                    |
| ------------------------- | ------------------------- | ------------------------- | ------------------------- | ------------------------- |

### Classement du meilleur jeune
| Classement du meilleur jeune | Classement du meilleur jeune | Classement du meilleur jeune | Classement du meilleur jeune | Classement du meilleur jeune |
| Coureur                      | Coureur                      | Pays                         | Équipe                       | Temps                        |
| ---------------------------- | ---------------------------- | ---------------------------- | ---------------------------- | ---------------------------- |

### Classement par équipes
| Classement par équipes | Classement par équipes | Classement par équipes | Classement par équipes |
| Équipe                 | Équipe                 | Pays                   | Temps                  |
| ---------------------- | ---------------------- | ---------------------- | ---------------------- |

## Abandons
- 201 -  Juan Ayuso (UAE Team Emirates XRG) : abandon